# Oldřich Adam Popel z Lobkowicz
Oldřich Adam Popel z Lobkowicz (16. října 1610 – 28. října 1649) byl český šlechtic, příslušník bílinské větve šlechtického rodu Lobkoviců. Byl císařským komořím a radou, zastával úřad nejvyššího mincmistra.

## Původ a život
Narodil se jako první syn a druhé z osmi dětí Viléma mladšího Popela z Lobkovic na Bílině a jeho manželky Benigny Kateřiny z Lobkowicz, zakladatelky a patronky pražské Lorety na Hradčanech.
Stal se císařským tajným radou a komořím. V letech 1630–1646 zastával úřad nejvyššího mincmistra Českého království.

## Majetek
Vlastnil Bílinu, Bečov a Patokryje.

## Rodina
Oženil se 17. května 1637 s dědičkou Bíliny Annou Marií ze Šternberka († 1654), dcerou nejvyššího purkrabího Adama II. ze Šternberka a jeho druhé manželky Marie Maxmiliány z Hohenzollern-Sigmaringenu. Měli spolu jednoho syna, který však záhy zemřel.
Anna Marie se po smrti svého manžela provdala podruhé 8. září 1652 za hraběte Jana z Rottalu na Napajedlích a Tlumačově († 1674), který byl vdovcem po Aleně Bruntálské z Vrbna. Po manželce zdědil Bílinu.